# Tearaway 〜はがれた世界の大冒険〜
『Tearaway 〜はがれた世界の大冒険〜』（テラウェイ はがれたせかいのだいぼうけん）は、メディアモレキュールの開発によるPlayStation Vita用ソフト。
日本では2013年12月5日に発売された。
PlayStation 4用の海外版は2015年9月8日に、日本では同年10月1日に発売された。

## 概要
全てが紙で出来ている世界を冒険するアドベンチャーゲームで、PS Vitaの全機能を使いこなしてゲームを進めていく。例えば、リアタッチすることで、ステージの床を破って巨大な指をゲーム内に出現させることができる。
プレイヤーはイオタとアトイの2人のうちから1人を選んで操作することが可能である。

## あらすじ
ある日、主人公はメッセージの込められた手紙の封筒をおひサン(神様)に届けるため、紙の世界を旅する。

## 登場キャラ
イオタ
2人の主人公のうちの少年の方。
アトイ
2人の主人公のうちの少女の方。

## 評価
「週刊ファミ通」2013年12月12日号（2013年11月28日発売）にてプラチナ殿堂入りを果たした。